# Давыдовское муниципальное образование
Давыдовское муниципальное образование — сельское поселение в Пугачёвском районе Саратовской области Российской Федерации.
Административный центр — село Давыдовка.

## История
Статус и границы сельского поселения установлены Законом Саратовской области от 27 декабря 2004 года № 89-ЗСО «О муниципальных образованиях, входящих в состав Пугачёвского муниципального района».
Законом Саратовской области от 16.05.2013 № 74-ЗСО «О преобразовании Давыдовского и Чапаевского муниципальных образований Пугачевского муниципального района Саратовской области и внесении изменений в Закон Саратовской области „О муниципальных образованиях, входящих в состав Пугачевского муниципального района“» упразднено Чапаевское муниципальное образование
. Населённые пункты включены в Давыдовское муниципальное образование.

## Население
| 2010  | 2011  | 2012  | 2013  | 2014  | 2015  | 2016  |
| ----- | ----- | ----- | ----- | ----- | ----- | ----- |
| 1671  | ↘1664 | ↘1557 | ↘1469 | ↗1991 | ↘1960 | ↘1944 |
| 2017  | 2018  | 2019  | 2020  | 2021  |       |       |
| ↘1820 | ↘1742 | ↘1601 | ↘1530 | ↗2040 |       |       |

## Состав сельского поселения
| №  | Населённый пункт | Тип населённого пункта       | Население |
| -- | ---------------- | ---------------------------- | --------- |
| 1  | Вишневый         | посёлок                      | ↘49       |
| 2  | Давыдовка        | село, административный центр | ↘1262     |
| 3  | Заречный         | посёлок                      | ↘107      |
| 4  | Краснореченский  | посёлок                      | ↘67       |
| 5  | Лагунихинский    | посёлок                      | 27        |
| 6  | Монастырский     | посёлок                      | 51        |
| 7  | Новая Жизнь      | посёлок                      | ↘68       |
| 8  | Припольное       | село                         | 55        |
| 9  | Садовый          | посёлок                      | ↘163      |
| 10 | Смелость         | посёлок                      | 21        |
| 11 | Тамбовский       | посёлок                      | ↘64       |
| 12 | Чапаевский       | посёлок                      | ↘448      |